# 이세창
이세창(李世彰, 1970년 2월 17일~현재)은 대한민국의 남성 배우, 기업가다.

## 생애
1989년 연극배우로 첫 데뷔를 하였고 이듬해 1990년 뮤지컬 배우로 데뷔하였으며, 3년 후 1993년 영화 《삘구》의 단역 출연을 통하여 영화배우로 데뷔하였고 이어 같은 해 1993년 MBC 드라마《우리들의 천국》에서 단역 출연하여 MBC 특채 탤런트로 정식 데뷔하였다. 김지연과 첫 결혼하였고 딸 이가윤, 남동생 이세원 등 가족관계가 있었으며 2013년 4월 성격 차이로 김지연과 이혼하였다. 이후 2017년 11월 5일 뮤지컬배우 정하나와 재혼하였다.

## 학력
- 사직고등학교 졸업(1988년)
- 국민대학교 시각디자인학 학사(91학번)

## 경력
- 굿앤굿 프로 카레이서
- 1999년 BMW 명예 홍보대사
- 1999년 세계펜싱선수권대회 명예홍보사절
- 1999년 공군 명예조종사
- 2003년 ~ 현재 알스타즈 레이싱팀 감독, 대표
- 2005년 ~ 2012년 경기공업대학 모터스포츠학과 교수
- 2009년 8월 세계로봇올림피아드대회 홍보대사
- 2010년 8월 클린콘텐츠 홍보대사
- 2012년 3월 F1 코리아 그랑프리 홍보대사

## 드라마, 시트콤
| 연도 | 방송사 | 제목                                               | 역할                              | 비고   |
| ---- | ------ | -------------------------------------------------- | --------------------------------- | ------ |
| 1993 | MBC    | 우리들의 천국                                      | 신재봉                            |        |
| 1994 | KBS2   | 딸부잣집                                           | 막내 딸(권소령)의 남자친구 한준수 |        |
| 1994 | KBS2   | 사랑이 꽃피는 교실                                 |                                   |        |
| 1994 | KBS2   | 남자는 외로워                                      |                                   |        |
| 1995 | KBS2   | 갈채                                               | 김종현                            |        |
| 1995 | MBC    | 사랑과 결혼                                        |                                   |        |
| 1995 | MBC    | 연애의 기초                                        |                                   |        |
| 1995 | KBS1   | 찬란한 여명                                        | 홍영식                            |        |
| 1995 | KBS2   | 점프 챔프                                          |                                   |        |
| 1995 | KBS2   | 간 큰 남자                                         |                                   |        |
| 1996 | KBS2   | 전설의 고향 - 검룡소애, 여우골, 깍짓손             |                                   |        |
| 1996 | SBS    | 행복의 시작                                        | 재석                              |        |
| 1997 | SBS    | 임꺽정                                             | 한호                              |        |
| 1997 | MBC    | 남자 셋 여자 셋                                    |                                   |        |
| 1997 | KBS2   | 세 여자                                            | 박영달                            |        |
| 1998 | SBS    | 삼김시대                                           | 박종철                            |        |
| 1998 | KBS2   | 야망의 전설                                        |                                   |        |
| 1998 | MBC    | 사랑을 위하여                                      | 안영준                            |        |
| 1999 | KBS1   | 당신                                               |                                   |        |
| 1999 | KBS1   | 사람의 집                                          |                                   |        |
| 1999 | KBS2   | 오! 해피데이                                       |                                   |        |
| 1999 | MBC    | Y2K                                                |                                   |        |
| 2000 | MBC    | 전원일기                                           | 방장순 (배남수의 고종사촌 남동생) | 카메오 |
| 2000 | KBS2   | RNA                                                | 깅시로/겐지                       |        |
| 2000 | SBS    | 경찰특공대                                         |                                   |        |
| 2000 | KBS2   | 내일은 맑음                                        |                                   |        |
| 2000 | SBS    | 천사의 분노                                        | 준수                              |        |
| 2001 | SBS    | 웬만해선 그들을 막을 수 없다                       | 한의사                            | 카메오 |
| 2002 | MBC    | 연인들                                             | 카레이서 이세창                   | 카메오 |
| 2002 | SBS    | 야인시대                                           | 시바루                            |        |
| 2002 | MBC    | 네 멋대로 해라                                     | 전강                              |        |
| 2002 | KBS1   | 인생화보                                           | 신형우                            |        |
| 2004 | SBS    | 파리의 연인                                        | 박정학                            |        |
| 2004 | KBS2   | 드라마시티 - 동행                                  | 배영수                            |        |
| 2006 | MBC    | 도로시를 찾아라                                    | 이현수                            |        |
| 2006 | SBS    | 연인                                               | 이진수                            |        |
| 2006 | KBS2   | 아줌마가 간다                                      | 김재광                            |        |
| 2008 | tvN    | 발칙한 상상 - 아내가 결혼했다                      | 출연                              |        |
| 2009 | MBC    | 태희혜교지현이                                     | 한상필                            |        |
| 2010 | MBC    | 욕망의 불꽃                                        | 박덕성                            |        |
| 2011 | MBC    | 빛과 그림자                                        | 최성원                            |        |
| 2012 | CTV    | 번당화원                                           | 김부사장                          |        |
| 2013 | KBS1   | 지성이면 감천                                      | 이성수                            |        |
| 2013 | JTBC   | 네 이웃의 아내                                     | 돼지아빠                          |        |
| 2014 | tvN    | 마녀의 연애                                        | 강민구                            |        |
| 2014 | KBS1   | 리얼체험 세상을 품다 - 이세창의 바다의 집시 바자우 | 출연                              |        |
| 2014 | MBC    | 야경꾼 일지                                        | 송내관                            |        |
| 2015 | MBC    | 여왕의 꽃                                          | 줄리앙                            |        |
| 2015 | MBC    | 엄마                                               | 엄동준                            |        |
| 2016 | MBC    | 옥중화                                             | 전우치                            |        |
| 2017 | MBC    | 도둑놈, 도둑님                                     | 이은석                            |        |
| 2021 | SBS    | 너의 밤이 되어줄게                                 | 장대표                            |        |

## 방송
| 연도      | 방송사   | 제목                   | 역할   | 비고 |
| --------- | -------- | ---------------------- | ------ | ---- |
| 1995/1998 | KBS2     | TV는 사랑을 싣고       | 게스트 |      |
| 2002      | EBS      | 역사탐구 과거와의 대화 |        |      |
| 2009      | 채널동아 | 달콤한 여행 2.0        | 출연   |      |

## 영화
| 연도 | 제목            | 역할             | 비고     |
| ---- | --------------- | ---------------- | -------- |
| 1994 | 혼자뜨는 달     | 선랑             |          |
| 1995 | 빛은 내 가슴에  | 강영우           |          |
| 1997 | 삘구            | 쇼크파           |          |
| 1999 | 침향            | 한찬우           |          |
| 2000 | 주노명 베이커리 | 케익 고르는 남녀 | 특별출연 |
| 2000 | 신혼여행        | 김동빈           |          |
| 2001 | 헤라 퍼플       | 수사팀장 응주    |          |
| 2022 | 하로동선        | 본서             |          |

## 뮤직비디오
- 2005년 메리엠 - 사랑인가요

## 연극
| 연도 | 제목    | 역할     | 비고 |
| ---- | ------- | -------- | ---- |
| 1989 | 햄릿    | 오즈리크 | 단역 |
| 1990 | 리어 왕 | 에드거   | 단역 |

## 뮤지컬
| 연도 | 제목            | 배역              | 비고      |
| ---- | --------------- | ----------------- | --------- |
| 1990 | 아가씨와 건달들 | 베니 사우드스트릿 | 남자 조연 |
| 1997 | 그리스          | 소니              | 조연      |

## 앨범
- 1995년 2월 이세창

## 수상
- 1994년 KBS 방송연기대상 신인상
- 2006년 코리아 GI챔피언쉽 개막전 투어링A 우승

## 가족 관계
- 첫째 배우자 : 김지연 (1978년 3월 1일 ~ ) - 2003년 결혼, 2013년 이혼
  - 딸 : 이가윤 (2005년 1월 28일생)
- 둘째 배우자 : 정하나 (1982년 ~ ) - 2017년 결혼
- 동생 : 이세원 (1972년 2월 8일 ~ )